# Владимиров, Игорь Николаевич
Игорь Николаевич Владимиров (род. 3 января 1979, Иркутск) — российский учёный-географ, директор Института географии имени В. Б. Сочавы СО РАН (с 2015). Лауреат Премии Правительства Российской Федерации в области науки и техники (2024). Доктор географических наук (2020).

## Биография

### Образование
В 2001 году окончил географический факультет Иркутского государственного университета.
В 2004 году защитил в Институте географии имени В. Б. Сочавы СО РАН диссертацию на соискание ученой степени кандидата географических наук по теме "Динамика таежных геосистем Предбайкалья: моделирование и прогнозирование".
В 2020 году защитил диссертацию на соискание ученой степени доктора географических наук по теме "Экологический потенциал геосистем Байкальской Сибири".

### Научно-профессиональная деятельность
- 2004—2005 — младший научный сотрудник ИГ СО РАН
- 2005—2008 — научный сотрудник ИГ СО РАН
- 2008—2013 — ученый секретарь ИГ СО РАН
- 2013—2015 — заместитель директора по научной работе ИГ СО РАН
- 2015—2017 — врио директора ИГ СО РАН
- с 2017 — директор ИГ СО РАН

## Научные результаты
Основные научные результаты связаны с развитием методов прогнозного картографирования динамики геосистем, ландшафтного планирования в регионах Восточной Сибири, экологического зонирования и территориального планирования в Байкальском регионе.

## Научные работы
Автор более 120 публикаций, в том числе 8 монографий.

## Членство в научных и профессиональных сообществах
- Член Ученого совета Русского географического общества
- Член Комиссии по территориальной организации и планированию РГО Русского географического общества
- Член Совета Иркутского областного отделения Русского географического общества
- Член Научного совета Сибирского отделения РАН по проблемам озера Байкал
- Член Объединенного научного совета по фундаментальным географическим проблемам при Международной ассоциации академий наук

## Награды и премии
- Премии Правительства Российской Федерации в области науки и техники (2024)[1]
- Медаль «300 лет Российской академии наук» (2024)
- Медаль Минобрнауки России «За вклад в реализацию государственной политики в области образования и научно-технологического развития»
- Национальная премия «Хрустальный компас» (2016)
- Премия Губернатора Иркутской области по науке и технике (2001)